# Acanthocyclops crinitus
Acanthocyclops crinitus is een eenoogkreeftjessoort uit de familie van de Cyclopidae. De wetenschappelijke naam van de soort is voor het eerst geldig gepubliceerd in 1910 door Graeter.